# Powłoka walencyjna
Powłoka walencyjna – ostatnia, najdalej odsunięta od jądra powłoka elektronowa atomu. Elektrony na niej są najsłabiej związane z atomem i mogą uczestniczyć w tworzeniu wiązań chemicznych. W przypadku elektronów znajdujących się niżej zazwyczaj nie jest to możliwe, choć są od tego liczne wyjątki.
Pojęcie powłoki walencyjnej powstało w czasach obowiązywania modelu atomu Bohra. Współcześnie wiadomo już, że w wielu przypadkach w wiązaniach chemicznych uczestniczą nie tyle elektrony z powłoki walencyjnej, lecz raczej z tzw. orbitali frontalnych, które nie zawsze opisują elektrony z ostatniej powłoki elektronowej. Szczególnie w przypadku związków koordynacyjnych metali przejściowych i lantanowców często zdarza się, że w tworzeniu wiązań chemicznych uczestniczą też elektrony formalnie leżące na niższych powłokach elektronowych.